# Christophe Guedes
Christophe Guedes (* 16. Februar 1993) ist ein Schweizer Fussballspieler, der auf der Position des Torhüters spielt. 

## Karriere

### Vereine
Christophe Guedes spielte in seiner Jugend für Stade Nyonnais und wechselte im Jahr 2011 zum Schweizer Traditionsverein Servette FC. Dort ist er als dritter Torhüter angestellt. Per 18. Oktober 2013 erhielt er bei Servette einen Profivertrag.
Nachdem er in der Saison 2015/16 die Hälfte der Spiele bestreiten konnte in der Challenge League, wurden ihm andere Torhüter vorgezogen und sein auslaufender Vertrag nicht mehr verlängert. Später schloss er sich dem FC Azzurri Lausanne 90 an.